# Schlauchpumpe
Eine Schlauchpumpe, auch Schlauchquetschpumpe, Rollenpumpe, Rollerpumpe oder Peristaltikpumpe genannt, ist eine Verdrängerpumpe, bei der das zu fördernde Medium durch äußere mechanische Verformung eines Schlauches durch diesen hindurchgedrückt wird. Sie ist entsprechend ihrer Arbeitsweise den Rotationskolbenpumpen zuzuordnen und gehört aufgrund ihrer Bauart zu den Umlaufkolbenpumpen.
Die ersten Rollerpumpen für medizinische Anwendungen wie zur Bluttransfusion und ab etwa 1937 regelmäßig als Antriebsaggregat für Herz-Lungen-Maschinen entwarf Claude S. Beck im Jahr 1924.

## Aufbau und Funktion

Schlauchpumpe mit Gleitschuhen, radiale Bauart

Der Schlauch stützt sich jeweils außen am Gehäuse des Pumpenkopfes ab und wird von innen durch Rollen oder Gleitschuhe abgeklemmt, die sich an einem Rotor drehen (radiales Wirksystem) bzw. über eine Nockenwelle bewegt werden (lineares oder auch horizontales Wirksystem). Bei beiden Bauarten führt die Bewegung dazu, dass sich die Abklemmstelle entlang des Schlauches bewegt und dadurch das Fördermedium vorantreibt. Der Ansaugunterdruck wird bei Standardschlauchpumpen durch die Elastizität des Schlauchmaterials erzeugt. Pumpen mit sogenanntem „Vakuum Support“ unterstützen das Wiederaufrichten des Schlauches durch den Aufbau eines Vakuums im Pumpengehäuse um den Schlauch.
Man unterscheidet zwischen Geräten mit einem maximalen Arbeitsdruck von ca. 2 bar und 16 bar. Bis 2 bar handelt es sich überwiegend um sogenannte Trockenläufer, bei denen sich kein Schmiermittel im Pumpenkopf befindet. Bis 16 bar ist der Pumpenkopf mit einem Schmiermittel befüllt, das zugleich eine Kühlfunktion erfüllt.
Der Pumpenkopf einer idealen peristaltischen Pumpe sollte einen unendlich großen Durchmesser haben, und auch der Durchmesser der Anpressrollen sollte möglichst groß sein. Eine solche ideale Schlauchpumpe hätte eine unbegrenzte Schlauchlebensdauer, und der Durchfluss wäre konstant und pulsationsfrei.
Solche Schlauchpumpen sind in Wirklichkeit jedoch nicht herstellbar. Die Konstruktion einer peristaltischen Pumpe kann sich diesen idealen Parametern annähern. Ein Beispiel einer Lösung ist hier abgebildet. Der Pumpenkopf und die Anpressrollen weisen einen sehr großen Durchmesser auf. Die asymmetrische Schlauchbahn vergrößert zudem den effizienten Kopfdurchmesser. Durch die richtige Auswahl der Konstruktionsparameter kann somit die Lebensdauer des Schlauches wesentlich erhöht und der Durchfluss länger konstant gehalten werden, bei einer wesentlich reduzierten Pulsierung.

## Vorteile
- an viele Fördermedien anpassbare Förderschläuche verfügbar
- geeignet für den Dauerbetrieb bei richtiger Auswahl von Baugröße, Drehzahl, Druckbereich und Schlauchmaterial
- vollständig geschlossenes System mit glatten Flächen, leicht sterilisierbar
- keine Kontamination des Fördergutes durch Schmierstoffe der Pumpe
- keine Ventile
- schonende Förderung von empfindlichem Fördergut wie z. B. Blutzellen, die durch schnell drehende Propellerblätter zerstört würden
- Förderung auch von Medien mit größeren Feststoffpartikeln möglich
- genaue Dosierung sehr kleiner Fördermengen möglich
- trockenlaufsicher
- minimaler Wartungsaufwand
- Fähigkeit zur Förderung von höherviskosen (dickflüssigen) Medien
- im Vergleich mit anderen Verdrängerpumpen gleichmäßige, relativ stoßfreie Förderung
- selbstsperrend

## Nachteile
- relativ kurze Schlauchlebensdauer durch starkes Walken und nichtpassende Auslegung (s. o.), insbesondere bei einfacher Konstruktion ohne ausgeformte Schlauchführung (Schlauchbett)
- Gefahr von Schlauchschäden bei nichtpassender Auslegung der Pumpe und des Fördermediums (chemische Beständigkeit und Feststoffbelastung)
- Abrieb des Schlauches kann das Fördergut verunreinigen
- mit zunehmendem Schlauchverschleiß reduzieren sich Förderleistung und -druck
- die Förderleistung ist nicht konstant, sondern schwellend

Die Faktoren werden in erster Linie durch unrichtige Auslegung hervorgerufen oder verstärkt.

## Anwendung
- Dosierpumpen für Flüssigfarben in der Kunststoffverarbeitung
- die meisten Infusionspumpen
- Blutpumpen in Dialyse-Geräten und Herz-Lungen-Maschinen
- Pumpen von Gefahrgut (z. B. radioaktiv kontaminierten Flüssigkeiten)
- Betonpumpen (Bau)
- Kondensatpumpen bei Klimaanlagen
- Dosierpumpen für Reiniger und Klarspüler in gewerblichen Geschirrspülmaschinen